# Lucia Yar
Lucia Yar z domu Mrázová (ur. 15 maja 1987 w Sninie) – słowacka dziennikarka, wykładowczyni i polityczka, posłanka do Parlamentu Europejskiego X kadencji.

## Życiorys
Ukończyła dziennikarstwo (2009) i europeistykę (2011) na Uniwersytecie Komeńskiego w Bratysławie. Doktoryzowała się w zakresie drugiej z tych dziedzin na macierzystej uczelni w 2014. Przebywała na stażach badawczych w Belgii, Finlandii i Turcji. Pracowała w Komisji Europejskiej, sektorze prywatnym w Turcji i jako doradczyni sekretarza stanu w ministerstwie obrony. Zajmowała się również działalnością dydaktyczną, wykładała m.in. na Uniwersytecie Komeńskiego w Bratysławie. Była redaktorką i zastępczynią redaktora naczelnego słowackiego oddziału portatu Euractiv. W pracy zawodowej specjalizowała się w kwestiach bezpieczeństwa międzynarodowego i równości płci.
W wyborach w 2024 z ramienia Postępowej Słowacji uzyskała mandat eurodeputowanej X kadencji.